# Liste der Monuments historiques in Chagny (Ardennes)
Die Liste der Monuments historiques in Chagny führt die Monuments historiques in der französischen Gemeinde Chagny auf.

## Liste der Objekte
| Bezeichnung                | Beschreibung                          | Standort                       | Kennzeichnung | Schutzstatus | Datum | Bild |
| -------------------------- | ------------------------------------- | ------------------------------ | ------------- | ------------ | ----- | ---- |
| Skulptur Heiliger Hubertus | Holz, farbig gefasst, 17. Jahrhundert | in der Kirche St-Pierre (Lage) | PM08000099    | Classé       | 1957  |      |